# Круча (Хмельницкая область)
Круча (укр. Круча) — село в Староконстантиновском районе Хмельницкой области Украины.
Население по переписи 2001 года составляло 139 человек. Почтовый индекс — 31116. Телефонный код — 3854. Занимает площадь 0,804 км². Код КОАТУУ — 6824281002.

## Местный совет
31116, Хмельницкая обл., Староконстантиновский р-н, с. Великие Мацевичи